# Mary Stein
Mary Margaret Stein (Marquette, 17 de junio de 1968) es una actriz estadounidense.

## Primeros años
Stein nació en Marquette, Míchigan, y se crio en Milwaukee, Wisconsin. Inició su carrera como actriz participando en varias producciones teatrales. Se graduó en la Secundaria Franklin y cursó un B.A. en 1980. Más adelante ingresó en la prestigiosa Escuela Juilliard como miembro del Grupo 13 (1980–1984). Otros estudiantes notables de Juilliard durante esa misma época incluyen a Val Kilmer (Grupo 10), Kevin Spacey (Grupo 12) y Thomas Gibson (Grupo 14).

## Carrera
Tras graduarse en Juilliard, Mary obtuvo su primer papel importante en el episodio "Time's Arrow" de la serie Star Trek: The Next Generation, interpretando el papel de una enfermera alienígena. Realizó otras apariciones destacadas en producciones cinematográficas como Babe: Pig in the City, Changeling y How the Grinch Stole Christmas y en las series de televisión General Hospital y Providence.

## Filmografía

### Cine
| Año  | Título                         | Papel           | Notas         |
| ---- | ------------------------------ | --------------- | ------------- |
| 1990 | Alice                          | Monja           | No acreditada |
| 1995 | Man of the Year                | Angela Lucassey |               |
| 1998 | Dead Man on Campus             | Mujer irritada  |               |
| 1998 | Babe: Pig in the City          | Sra. Floom      |               |
| 2000 | How the Grinch Stole Christmas | Sra. Rue Who    |               |
| 2001 | Monkeybone                     | Lulu            |               |
| 2002 | Men in Black II                | Alienígena      |               |
| 2004 | 30 Days Until I'm Famous       | Dale            | Telefilme     |
| 2006 | The Legend of Tillamook's Gold | Billie Stahl    |               |
| 2008 | Changeling                     | Janet Hutchins  |               |
| 2009 | Portal                         | Theresa         |               |
| 2015 | Little Boy                     | Martha          |               |

### Televisión
| Año       | Título                               | Papel                | Notas        |
| --------- | ------------------------------------ | -------------------- | ------------ |
| 1992      | Star Trek: The Next Generation       | Enfermera alienígena | 1 episodio   |
| 1993      | Murphy Brown                         |                      | 1 episodio   |
| 1995      | Deadly Games                         | Secretaria           | 1 episodio   |
| 1996      | Married... with Children             | Jueza                | 1 episodio   |
| 1997      | Beyond Belief: Fact or Fiction       |                      | 2 episodios  |
| 2000      | Cousin Skeeter                       | Maestra              | 1 episodio   |
| 2000      | MADtv                                | Ella misma           | 1 episodio   |
| 2001      | The Nightmare Room                   | Sra. Falca           | 1 episodio   |
| 2002      | Even Stevens                         | Lynn Shannon         | 1 episodio   |
| 2002      | Push, Nevada                         | Myrna                | 4 episodios  |
| 2002      | MDs                                  | Sandra Conley        | 1 episodio   |
| 2002      | Providence                           | Gerda                | 10 episodios |
| 2005      | Hot Properties                       | Jane                 | 1 episodio   |
| 2006      | General Hospital                     | Sra. Sneed           | 4 episodios  |
| 2007      | Unfabulous                           | Monja                | 1 episodio   |
| 2009      | The Ex List                          | Karen Harris         | 1 episodio   |
| 2013      | Brooklyn Nine-Nine                   | Melanie              | 1 episodio   |
| 2013      | Glee                                 | Pam Fronkstein       | 1 episodio   |
| 2013-2014 | Actors Entertainment                 | Ella misma           | 2 episodios  |
| 2015      | Wicked City                          | Bibliotecaria        | 1 episodio   |
| 2015      | The Jimmy Star Show with Ron Russell | Ella misma           | 1 episodio   |